# Sabella stagnalis
Sabella stagnalis är en ringmaskart som beskrevs av Gmelin in Linnaeus 1788. Sabella stagnalis ingår i släktet Sabella och familjen Sabellidae. Inga underarter finns listade i Catalogue of Life.